# جيوفانا
جيوفانا (بالإيطالية: Giovanna)‏ هي منتجة أسطوانات ومغنية وكاتبة غنائية إيطالية، ولدت في 10 مارس 1945 في فياريدجو في إيطاليا.

## وصلات خارجية
- جيوفانا على موقع IMDb (الإنجليزية)
- جيوفانا على موقع ميوزك برينز (الإنجليزية)
- جيوفانا على موقع أول ميوزيك (الإنجليزية)
- جيوفانا على موقع ديسكوغز (الإنجليزية)